# Pervomàiskoie (Leningrad)
Pervomàiskoie - Первомайское (rus) és un possiólok de l'óblast de Leningrad, a Rússia. És a 60 km al nord-oest de Sant Petersburg.